# 愛知県道487号松平志賀中金線
愛知県道487号松平志賀中金線 （あいちけんどう487ごう まつだいらしがなかがねせん）は、愛知県豊田市内を通る一般県道である。

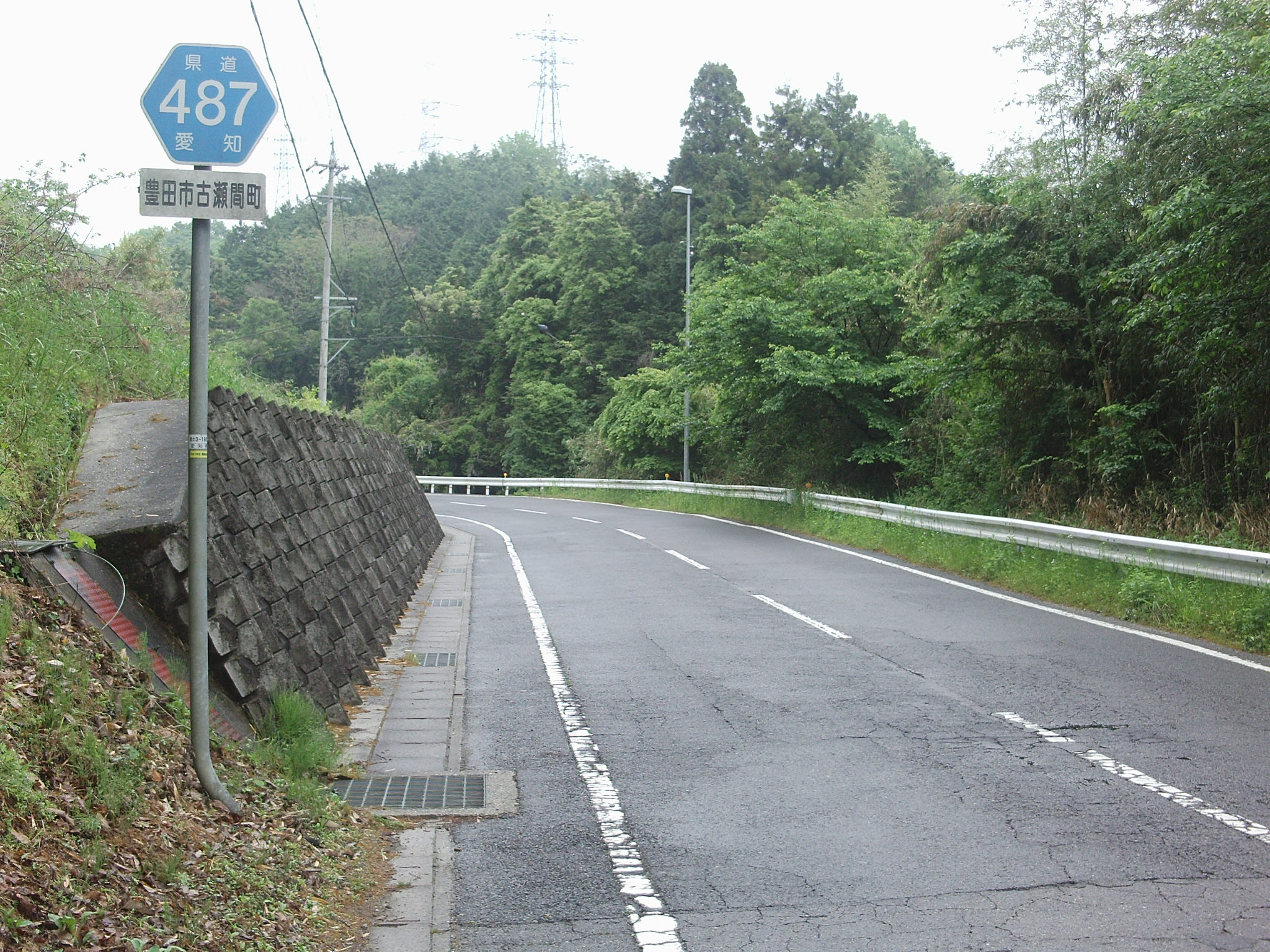
画像付近が松平町（現･豊田市の市域）である。足助街道が巴川の左岸に作られる以前の旧街道。

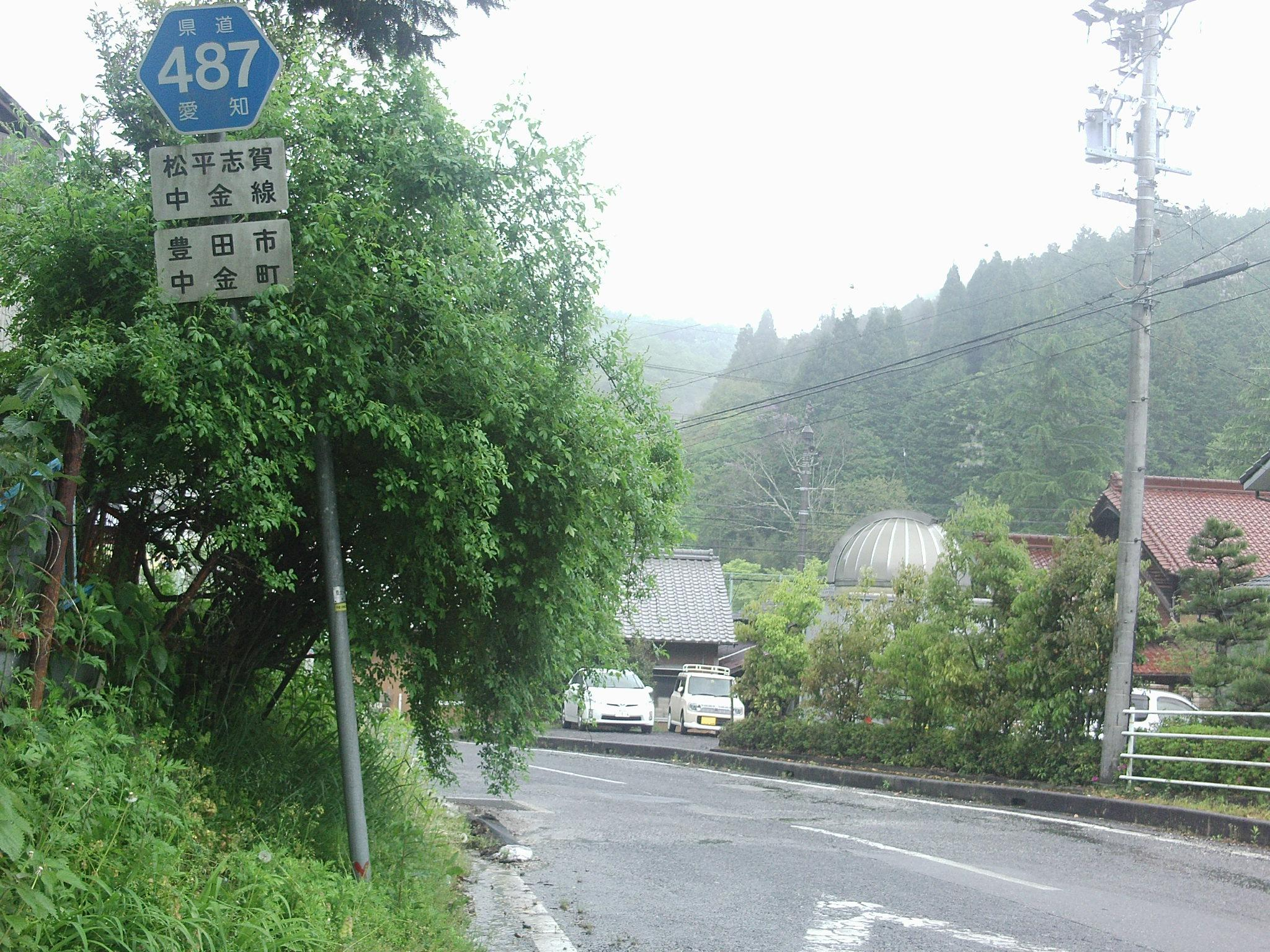
中金町。長い区間にわたって、拡幅された一部道路を除き最大幅2.0mの規制区間が続く。

## 概要

### 路線データ
- 起点：愛知県豊田市松平志賀町
- 終点：愛知県豊田市中金町

## 沿革
- 1962年4月1日：認定

## 通過する自治体
- 愛知県
  - 豊田市

## 交通規制
- 豊田市山中町から城見町にかけて最大幅2.0mの規制区間。標識による規制はないが穂積町から幸海町にかけての区間も幅員狭小で、三輪・四輪の自動車はすれ違い困難。

## 接続する道路
- 国道301号（挙母街道）
- 愛知県道343号則定豊田線（重複区間）
- 国道153号（飯田街道）（中金小学校南交差点）

## 沿線・周辺
- 松平橋
- 古瀬間墓園・愛知県動物保護管理センター
- 穂積町区民会館
- 豊田市立幸海小学校
- 豊田市立矢並小学校
- 豊田市立中金小学校

## 別名
- 足助街道（岡崎市、豊田市）